# Martinsburg (Nowy Jork)
Martinsburg – miasto w Stanach Zjednoczonych, w stanie Nowy Jork, w hrabstwie Lewis.